# Oggetti non stellari nella costellazione del Cratere
Principali oggetti non stellari presenti nella costellazione del Cratere.

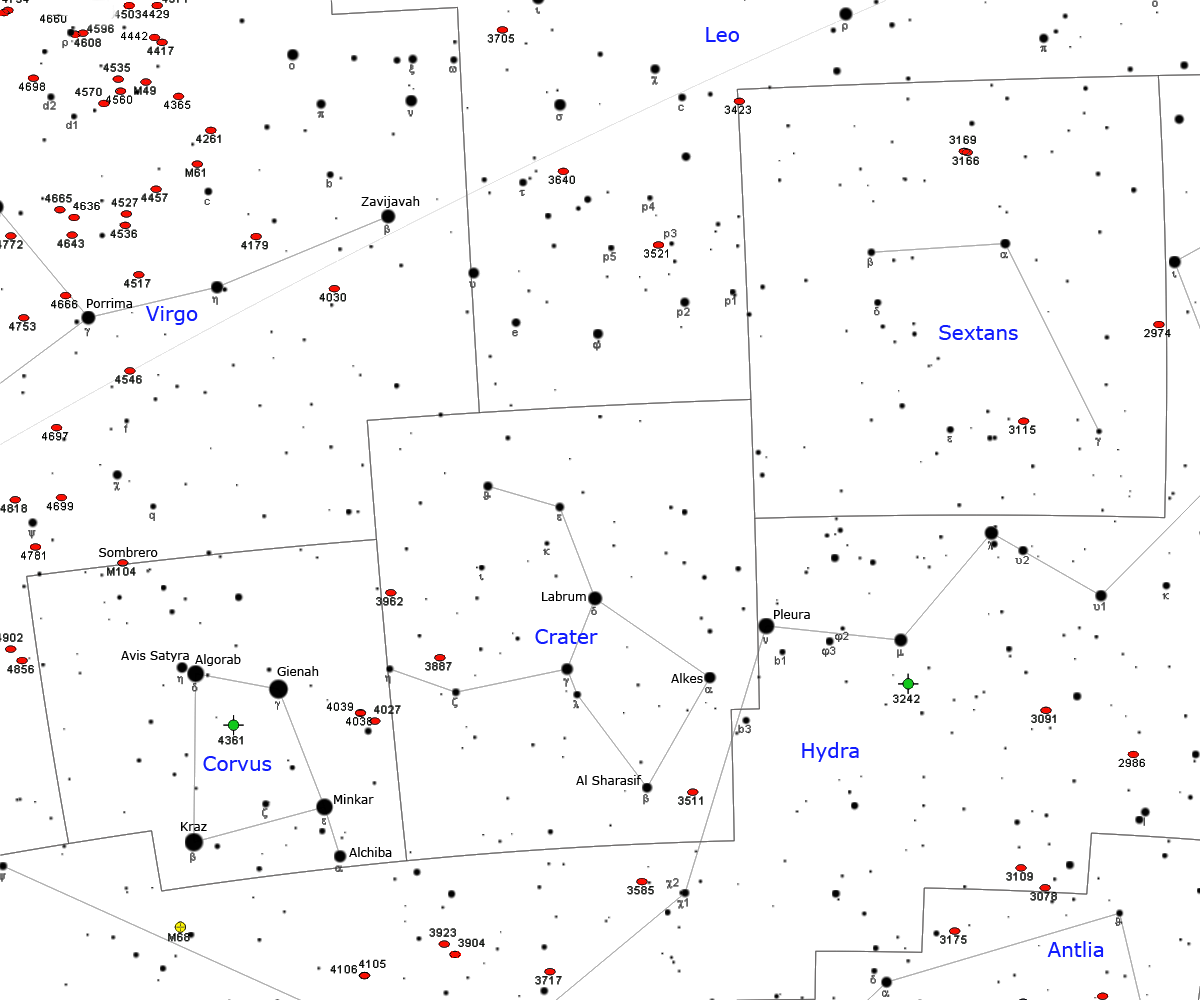
Mappa della costellazione del Cratere.

## Ammassi glubulari
- Laevens 1 (o galassia nana)

## Galassie
- Galassia Nana del Cratere II
- NGC 3511
- NGC 3597
- NGC 3887
- NGC 3962
- PGC 1000714

## Ammassi di galassie
- Gruppo di NGC 4038